# 7551 Edstolper
7551 Edstolper este un asteroid din centura principală de asteroizi.

## Descriere
7551 Edstolper este un asteroid din centura principală de asteroizi. A fost descoperit pe 2 martie 1981 la Siding Spring de Schelte J. Bus. Asteroidul prezintă o orbită caracterizată de o semiaxă mare de 3,21 ua, o excentricitate de 0,11 și o înclinație de 7,0° în raport cu ecliptica.